# Aram (Damaskus)

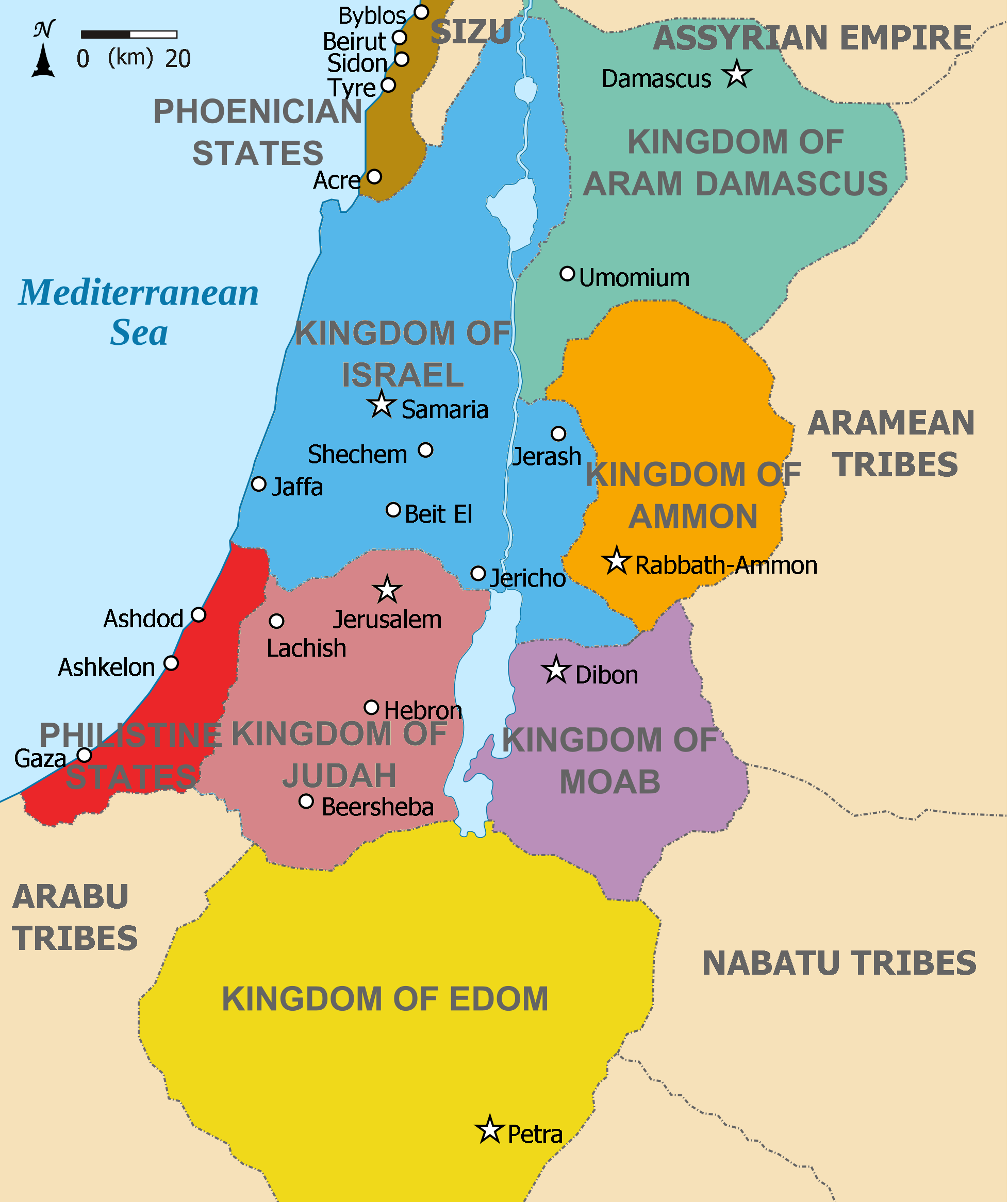
Königreiche in der Levante 830 v. Chr.; türkis: aramäisches Königreich Aram von Damaskus

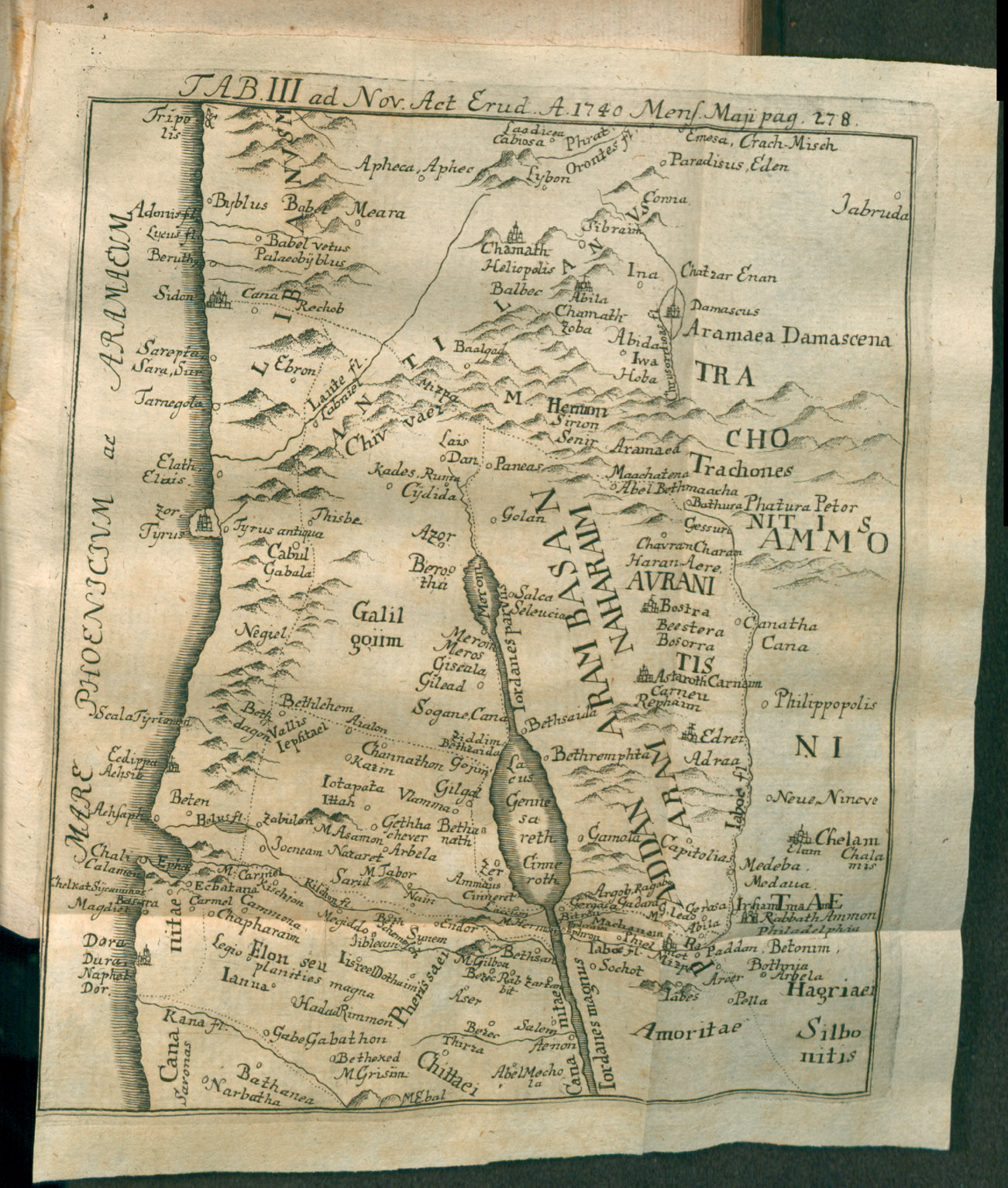
Lage von „Aramaea Damascena“

Aram-Damaskus war ein aramäisches Königreich mit der Hauptstadt Damaskus. Es existierte vermutlich vom 13. Jahrhundert v. Chr. bis 733 v. Chr. In der Bibel wird Aram auch als Name anderer aramäische Königreiche verwendet.

## Geschichte
Die Gründung des Königreichs ist unbekannt. In Verbindung mit dem Einzug der Hyksos bezeichnen ägyptische Quellen den König der Hyksos als „starker Aremu aus Retenu“ beschrieben. Dabei handelt es sich bei den Aremu/Arime(i)/Amel/Aramu/Arumu/Ahlame/Achlamu um die Aramäer. Bis zum 13. Jahrhundert v. Chr. schloss sich eine Reihe aramäischer Großkönigreiche auf dem Gebiet des späteren Syrien und am mittleren Euphrat zusammen, wovon Aram-Damaskus die südlichste Region markierte. Zuvor war Damaskus Zentrum eines kleineren Stadtstaates, der von Thutmosis III. (1479–1425) eingenommen wurde. Echnaton erwähnt Aram-Damaskus in zwei Amarna-Briefen (139, 63; 142, 21).
In einer anti-assyrischen Koalition fand 853 v. Chr. in der Nähe von Hama die Schlacht bei Qarqar am Orontes statt. Als Verbündeter der antiassyrischen Koalition wird A-cha-ab-bu/Achabu aus KurSir'i-la-a-a/Sirila erwähnt, welcher meistens mit Ahab von Israel identifiziert wird, obwohl eine Gleichsetzung nicht zwingend ist. Gewöhnlich wurde Israel in assyrischen Inschriften als „Haus des Omri“ bezeichnet. Die Abweichung der Namensnennung ist deshalb Inhalt kontroverser Diskussionen. Salmanassar III. errang zwar einen Sieg, konnte aber dadurch die Lage nicht dauerhaft beruhigen. In den Folgejahren bis 835 v. Chr. unternahm Salmanassar III. immer wieder Feldzüge, um Aufstände niederzuschlagen.
Ben-Hadad II. starb um 841 v. Chr.; ihm folgte Hasa'el als Begründer einer neuen Dynastie.
Nach Zeugnis der Bibel erfolgte ein Hilferuf vom Königreich Juda an Tiglat-Pileser III. durch Panamuwa II. von Jaudi, der anschließend als König eingesetzt wurde. Hintergrund war die kriegerische Thronübernahme durch „Azeri-yahu/Asar-ja, einem Rebellen aus einem Nachbarland“. Die Namensähnlichkeit des Ortes Jadi und Asar-ja gaben Anlass zu Diskussionen um eine Gleichsetzung mit Asarja, dessen Regierungsende auf das gleiche Jahr datiert wird. Entsprechend wird Asar-ja auch in den Schriften vom Tiglat-Pilesar III. erwähnt, die den Bericht des Panammu II. bestätigen:

„Da brachte Panammu II. Geschenke zu Tiglat-Pileser III., der daraufhin zum König ernannt wurde. Tiglat-Pileser III. tötete den Stein des Vernichters Asar-ija vom Hause des Panammu. Er gab Tiglat-Pileser III. weitere Geschenke vom Schatz der Götter in Jadi. Da ging es Jadi gut. Feldzüge des Tiglat-Pileser III. wurden von Jadi unterstützt. So erhielt Panammu II. das Führungsamt über die Nachbarländer.“

## Biblische Überlieferung
Damaskus soll unter König David seinem Großreich angegliedert worden sein (2 Sam 8,8 ). Es blieb demnach mehrere Jahrzehnte unter israelitischer Herrschaft. Dann schüttelte Reson, der Sohn des Eljada, ein Flüchtling aus dem aramäischen Königreich Zoba bei Hama, die Oberherrschaft Salomos ab und begründete eine neue Dynastie (1 Kön 11,23 ), die einen Dorn in der Flanke Israels darstellte. Ben-Hadad II. wurde von Ahab von Israel besiegt. Hasa'el und sein Sohn Ben-Hadad III. errangen zahlreiche Siege über Israel (vgl. 2 Kön 13  unter Joahas), mussten aber dem assyrischen Druck nachgeben.
Damaskus soll zeitweilig unter israelitische Vorherrschaft geraten sein, als Jerobeam II, König von Israel, Hama und Damaskus einnahm (2 Kön 14,28 ); dieser Erfolg war aber nicht von langer Dauer.
König Rezin verbündete sich mit König Pekach von Israel. Gemeinsam belagerten sie Jerusalem, das unter der Herrschaft von Ahas stand (2 Kön 16 ), allerdings erfolglos. Rezin konnte aber Eilat einnehmen und siedelte dort Edomiter an. Darauf richtete Ahas von Juda einen Hilferuf an Tiglat-pileser III. von Assyrien, den er mit reichlichen Schätzen begleitete (2 Kön 16,8 ).
Damaskus wurde von Tiglat-pileser III. eingenommen, Rezin getötet und das Reich in drei assyrische Provinzen aufgeteilt (Damaskus, Karnini (Karnajim) und Haurini (Hauran)). Nach Am 9,7  wurde die Bevölkerung nach Kir deportiert, dem mythischen Ursprungsland der Aramäer. Nach Hartmut Gese kann diese Angabe aber auch auf eine deuteronomistische Überarbeitung zurückgehen.

## Könige von Aram-Damaskus
- (Reson in der Bibel erwähnt)
- (Hesjon in der Bibel erwähnt)
- (Tabrimmon in der Bibel erwähnt)
- Bar-Adad I., Bar Hadad (um 890–860 v. Chr.)?
- Adad-Idri (biblisch Hadad-Ezer) (um 860–855 v. Chr.)
- Bar-Adad II., IM-idri, Bar Adad (um 855–842 v. Chr.)
- Hasael (um 842–805 v. Chr.)
- Bar-Adad III., Bar Hadad (um 805–773 v. Chr.)
- Hadianu (um 773–735 v. Chr.)
- Rachianu/Rezin (735–733 v. Chr.)